# Marek Ruszkowski
Marek Ruszkowski (ur. 21 kwietnia 1960 w Radomiu) – polski językoznawca, profesor nauk humanistycznych, profesor zwyczajny Uniwersytetu Jana Kochanowskiego w Kielcach, w latach 2016–2017 prorektor tej uczelni.

## Życiorys
W 1979 ukończył IV Liceum Ogólnokształcące im. Tytusa Chałubińskiego w Radomiu. W latach 1979–1983 odbył studia z zakresu polonistyki w Wyższej Szkole Pedagogicznej w Kielcach. Doktoryzował się w 1990 na Uniwersytecie Marii Curie-Skłodowskiej w Lublinie na podstawie rozprawy zatytułowanej Składnia prozy Witolda Gombrowicza. Stopień naukowy doktora habilitowanego uzyskał w 1998 w Instytucie Języka Polskiego PAN w oparciu o pracę pt. Główne tendencje syntaktyczne w polskiej prozie artystycznej dwudziestolecia międzywojennego. Tytuł profesora nauk humanistycznych otrzymał 31 stycznia 2008.
W 1983 rozpoczął pracę w Wyższej Szkole Pedagogicznej w Kielcach, przekształconej następnie w Akademię Świętokrzyską i Uniwersytet Jana Kochanowskiego. Od 1990 do 1993 był prodziekanem Wydziału Humanistycznego, w latach 1996–1999 wicedyrektorem Instytutu Filologii Polskiej, a w latach 2002–2005 dyrektorem tego instytutu. W kwietniu 2016 został wybrany na prorektora UJK do spraw studenckich i kształcenia na kadencję 2016–2020 (od 1 września 2016). Z zajmowanego stanowiska ustąpił w styczniu 2017 ze względów osobistych (w jego miejsce kolegium elektorów wybrało dr hab. Monikę Szpringer). Wykładał również na Wszechnicy Świętokrzyskiej w Kielcach.
Autor ponad 210 prac, w tym zbioru ćwiczeń do analizy składniowej wypowiedzeń i ćwiczeń do analizy słowotwórczej. Specjalizuje się w gramatyce języka polskiego, stylistyce, statystyce językoznawczej i kulturze języka. W 2012 opublikował pierwszy na gruncie polskim słownik dotyczący pleonazmów i tautologii.
Żonaty z Edytą, ma córkę Agatę. Odznaczony Medalem Komisji Edukacji Narodowej (2002), Srebrnym Krzyżem Zasługi (2005) oraz Medalem Złotym za Długoletnią Służbę (2014).

## Wybrane publikacje
- Składnia prozy Witolda Gombrowicza, Kielce 1993.
- Teoretyczne i praktyczne zagadnienia językoznawstwa normatywnego, Kielce 1995.
- Analiza składniowa wypowiedzeń. Zbiór ćwiczeń, Kielce 1996, ISBN 978-83-85230-55-7.
- Główne tendencje syntaktyczne w polskiej prozie artystycznej dwudziestolecia międzywojennego, Kielce 1997.
- Nie tylko o kulturze języka. Szkice o współczesnej polszczyźnie, Kielce 1999.
- O stylu prozy polskiej XX wieku. Zbiór studiów, Kielce 2000.
- Kategorie pośrednie w składni polskiej, Kielce 2001.
- Analiza słowotwórcza. Ćwiczenia, Kielce 2003, ISBN 83-7173-093-4.
- Statystyka w badaniach stylistyczno-składniowych, Kielce 2004.
- Słownik polskich pleonazmów i tautologii, Kielce 2012.
- Wariantywność współczesnej polszczyzny. Wybrane zagadnienia, Kielce 2018.
- Słownik nazw miejscowości województwa świętokrzyskiego, Kielce 2020, ISBN 978-83-7133-879-3.